# Rodolfo Salas
Rodolfo Salas (1928 - 2010) fue un baloncestista peruano. Jugó en Atlético Bilis del Callao y en selecciones peruanas.

## Selección nacional
Formó parte de la Selección de baloncesto del Perú que participó en los Juegos Olímpicos de Londres 1948. También participó en los Campeonatos Mundiales de Argentina 1950 y Brasil 1954.

### Participaciones en Campeonato Mundial
| Campeonato     | Equipo             | Resultado |
| -------------- | ------------------ | --------- |
| Argentina 1950 | Selección del Perú | Séptimo   |
| Brasil 1954    | Selección del Perú | Duodécimo |

### Participaciones en Juegos Olímpicos
| Juegos Olímpicos | Equipo             | Resultado |
| ---------------- | ------------------ | --------- |
| Londres 1948     | Selección del Perú | Décimo    |

### Participaciones en Campeonato Sudamericano
| Campeonato      | Equipo | Resultado |
| --------------- | ------ | --------- |
| Montevideo 1953 | Perú   | Quinto    |
| Cúcuta 1955     | Perú   | Quinto    |
| Santiago 1958   | Perú   | Séptimo   |

## Clubes
| Club                    | País | Año         |
| ----------------------- | ---- | ----------- |
| Atlético Bilis          | Perú | 1946 - 1954 |
| Guardia Civil y Policía | Perú | 1955 - 1956 |
| Estudiantes Unidos      | Perú |             |